# Zoe Romniceanu
Zoe Gr. Romniceanu (n. 1868 – d. 1926) a fost feministă, vicepreședintă a  Consiliului Național al Femeilor Române.

## Viața
Născută la 1868 (nu există data certă a nașterii) și decedată în anul 1926, Zoe Gr. Romniceanu a fost angajată în lupta consecventă pentru emanciparea femeii și protecția copilului. A fost vicepreședintă a Consiliului Național al Femeilor Române, având un rol important și în cadrul organizațiilor: Societatea Ortodoxă Națională a Femeilor Române, Societatea Țesătoarea. Regina Elisabeta, Societatea Institutorilor din București.  Deși Zoe Gr. Romniceanu și-a lăsat o importantă amprentă asupra istoriei poporului român, există puține publicații care să îi documenteze activitatea. S-a născut în familia Porumbaru, a avut un frate pe nume Nicolae, a fost căsătorită cu doctorul Grigore Romniceanu și nu a avut copii, conform testamentului ei păstrat în Arhivele Naționale.  Neavând niciun moștenitor, a ales să lase prin testament donații în bani, terenuri și biblioteci pentru asociațiile feministe angajate în acordarea și recunoașterea drepturilor femeilor precum și oamenilor nevoiași din București.

## Activitate
Zoe Romniceanu a fondat și a fost președintă a societății Țesătoarea-Regina Elisabeta.  Societatea, înființată la 27 ianuarie 1905 sub protecția Reginei Elisabeta, promova și valorifica arta tradițională românească, se ocupa cu dezvoltarea în România a culturii gândacilor de mătase și a țesătoriei mătăsii. În anul 1907, lidera societății, Zoe Gr. Romniceanu a înființat școala-atelier Regina Elisabeta Țesătoarea cu centrul în București și sucursale în comunele rurale și urbane. Scopul al acestei școli-atelier era „să dea învățământ gratuit la fete de săteni și femei târgovețe, în meseria țesutului” , să formeze maestre de industrie casnică și arta țesutului, find preocupată de păstrarea autenticității modelelor de țesături vechi și consevarea istoriei și tradiției. Absolventele Școlii care reveneau în satele lor, au învățat femeile cum să dezvolte cultura gândacilor de mătase, uscarea gogoșilor, trasul borangicului dexonline.
În luna mai a anului 1910, Zoe Gr. Romniceanu, împreună cu Alexandrina Gr. Cantacuzino, Maria I. Glogoveanu și Elena Odobescu au înființat Societatea Națională a Femeilor Române, având obiective precum: ,,cultura și educațiunea copiilor români, din punct de vedere religios și național, așa cum cere interesul patriotic”.
În contextul desfășurării Primului Război Mondial, autoritățile germane au adus prizonieri români și în București, iar Zoe Romniceanu, împreună cu Alexandrina Cantacuzino, Lizete Greceanu și alte femei remarcabile, au mers la Cercul Militar, la lagărele Tonola, Colentina, Cuza Vodă, Cotroceni, Parcul de Aviație, în spitalele bulgărești și au asigurat condiții cât mai bune soldaților români. În rapoartele de activitate ale SONFR există date cu privire la activitatea lor: „doamna Zoe Romniceanu, principesa Alexandrina Gr. Cantacuzino, doamna Esmeralda Manu, cum și arhimandritul Scriban, Rosetti Bălănescu și alte doamne n-au încetat de a munci fără preget, găsind pe lângă altele, o întinsă activitate de desvoltat în lagărele de prizonieri. Când prizonierii români, ofițeri și soldați, au fost aduși în Capitală, primele persoane cari s-au interesat de soarta lor au fost membrele Societății Ortodoxe, în special doamnele Cantacuzino și Romniceanu, cari au organizat hrana prizonierilor și o parte din gospodăria lagărelor Tonella și str. Frèrer. De Crăciun, prin inițiativa doamnei Romniceanu și din generozitatea d-lui Dumitrescu-Delateisanu, s-au împărțit soldaților din lagăre și din toate spitalele din Capitală 6000 cozonaci și 6000 perechi de cârnați.”.
De asemenea, tot în timpul Primului Război Mondial, Zoe Romniceanu oferit asistență socială și medicală periodic în mai multe spitale din București. Zoe, fiind membră a Crucii Roșii Române, trimitea rapoarte despre activitatea spitalului. Prin corespondența (scrisori) cu soldații români aflați în prizonierat în lagărele Germaniei, ea încerca să păstreze legătura lor cu țara, ajutându-i cu informații și contacte.
În activitatea sa, Zoe Romniceanu a luptat și pentru a oferi un trai mai bun copiilor orfani, nevoiași, contribuind la înființarea unor grădinițe de copii ai celor aflați în prizonierat. Zoe Romniceanu a colaborat și la întemeierea societății Ocrotirea orfanilor de război, făcând parte din comisia de conducere. În anii interbelici, feminista Zoe Romniceanu a contribuit la înființarea, organizarea și coordonarea mai multor asociații feministe: a fost președinta asociațiilor Furnica, Solidaritatea, vice-președinta Consiliului Național al Femeilor Române. De asemenea, a fost prima femeie aleasă în comisia interimară a Capitalei.

## Moștenire culturală
Zoe Romniceanu a contribuit la continuitatea activității școlilor societății Țesătoarea, chiar și după decesul său: în anul 1927, dintr-o rentă a defunctei președinte Zoe Râmniceanu, s-a înființat un premiu anual cu numele său, în valoare de 20.000 lei, care se acorda celei mai ambițioase absolvente a școlii Țesătoarea. În 1928, membrele Societății Naționale a Femeilor Române au hotărât să dea numele „Zoe Dr. Romniceanu” externatului secundar și comercial al societății. Liceul Comercial de Fete Zoe Dr. Romniceanu a fost inaugurat la 21 noiembrie 1929 și funcționat până în anul 1948, când a fost desființat de noua putere comunistă, prin reforma învățământului.
Tot în Arhivele Naționale se regăsesc și adrese, scrisori, rapoarte de activitate, fotografii care reflectă idealurile, inițiativele și realizările acesteia ca militantă pentru drepturile femeilor și copiilor.